# Tweede Kamerverkiezingen in het kiesdistrict Katwijk

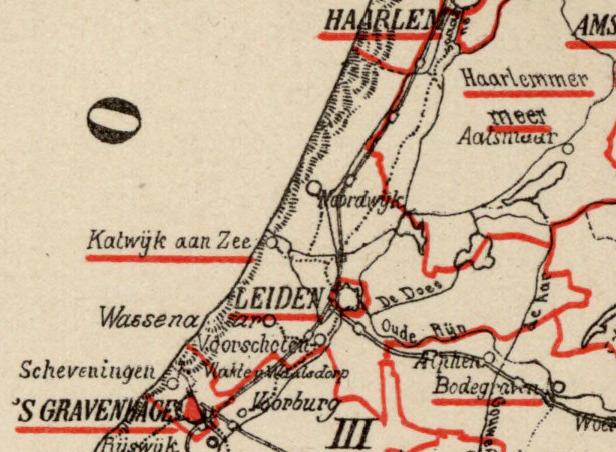
Kiesdistrict Katwijk (1888)

Tweede Kamerverkiezingen in het kiesdistrict Katwijk geeft een overzicht van verkiezingen voor de Nederlandse Tweede Kamer in het kiesdistrict Katwijk in de periode 1888-1918.
Het kiesdistrict Katwijk werd ingesteld na de grondwetsherziening van 1887. Tot het kiesdistrict behoorden de volgende gemeenten: Katwijk, Koudekerk, Leiderdorp, Noordwijk, Noordwijkerhout, Oegstgeest, Oudshoorn, Rijnsaterwoude, Rijnsburg, Sassenheim, Valkenburg, Veur,  Voorhout, Voorschoten, Warmond, Wassenaar, Woubrugge en Zoeterwoude.
Het kiesdistrict Katwijk vaardigde per zittingsperiode één lid af naar de Tweede Kamer.
Legenda
- cursief: in de eerste verkiezingsronde geëindigd op de eerste of tweede plaats, en geplaatst voor de tweede ronde;
- vet: gekozen als lid van de Tweede Kamer.

## 6 maart 1888
De verkiezingen werden gehouden na vervroegde ontbinding van de Tweede Kamer.
|                             | 6 maart | 20 maart |
| --------------------------- | ------- | -------- |
| Kiesgerechtigden            | 3.861   | 3.861    |
| Opkomst                     | 3.545   | 3.218    |
| Geldige stemmen             | 3.535   | 3.178    |
| Blanco stemmen              | 5       | 35       |
| Kandidaten                  |         |          |
| J.H. Donner                 | 1.392   | 1.715    |
| J. Maschek                  | 1.377   | 1.463    |
| H.A.C. de la Bassecour Caan | 751     |          |

## 9 juni 1891
De verkiezingen werden gehouden na ontbinding van de Tweede Kamer.
|                           | 9 juni | 23 juni |
| ------------------------- | ------ | ------- |
| Kiesgerechtigden          | 4.138  | 4.138   |
| Opkomst                   | 3.419  | 3.408   |
| Geldige stemmen           | 3.397  | 3.370   |
| Blanco stemmen            | 14     | 30      |
| Kandidaten                |        |         |
| J.H. Donner               | 1.256  | 1.942   |
| A. op de Laak             | 1.243  | 1.428   |
| O.J.H. van Limburg Stirum | 450    |         |
| C.A. Zelvelder            | 436    |         |

## 10 april 1894
De verkiezingen werden gehouden na vervroegde ontbinding van de Tweede Kamer.
|                           | 10 april |
| ------------------------- | -------- |
| Kiesgerechtigden          | 4.060    |
| Opkomst                   | 3.192    |
| Geldige stemmen           | 3.178    |
| Blanco stemmen            | 6        |
| Kandidaten                |          |
| O.J.H. van Limburg Stirum | 1.857    |
| J.H. Donner               | 1.311    |

## 11 mei 1894
Otto van Limburg Stirum was bij de verkiezingen van 10 april 1894 gekozen in twee kiesdistricten, Katwijk en Schiedam. Hij opteerde voor Schiedam, als gevolg waarvan in Katwijk een naverkiezing gehouden werd.
|                                   | 11 mei | 25 mei |
| --------------------------------- | ------ | ------ |
| Kiesgerechtigden                  | 4.160  | 4.160  |
| Opkomst                           | 3.394  | 3.593  |
| Geldige stemmen                   | 3.388  | 3.553  |
| Blanco stemmen                    | 4      | 33     |
| Kandidaten                        |        |        |
| J.H. Donner                       | 1.160  | 1.859  |
| F.J.M.A. Reekers                  | 1.518  | 1.694  |
| O.J.E. van Wassenaer van Catwijck | 448    |        |
| A.D. van Assendelft de Coningh    | 251    |        |

## 15 juni 1897
De verkiezingen werden gehouden na ontbinding van de Tweede Kamer.
|                                    | 15 juni | 25 juni |
| ---------------------------------- | ------- | ------- |
| Kiesgerechtigden                   | 5.728   | 5.728   |
| Opkomst                            | 5.279   | 5.140   |
| Geldige stemmen                    | 5.242   | 5.082   |
| Blanco stemmen                     | 37      | 58      |
| Kandidaten                         |         |         |
| J.H. Donner                        | 2.012   | 2.723   |
| J.W.J.C.M. van Nispen tot Sevenaer | 2.297   | 2.359   |
| M. van den Brandeler               | 933     |         |

## 14 juni 1901
De verkiezingen werden gehouden na ontbinding van de Tweede Kamer.
|                                   | 14 juni | 27 juni |
| --------------------------------- | ------- | ------- |
| Kiesgerechtigden                  | 6.568   | 6.568   |
| Opkomst                           | 5.705   | 5.648   |
| Geldige stemmen                   | 5.510   | 5.627   |
| Blanco stemmen                    | 195     | 21      |
| Kandidaten                        |         |         |
| O.J.E. van Wassenaer van Catwijck | 1.439   | 3.053   |
| P.J.M. Aalberse                   | 2.347   | 2.574   |
| S. van Heemstra                   | 1.401   |         |
| H.H. van Waveren                  | 323     |         |

## 16 juni 1905
De verkiezingen werden gehouden na ontbinding van de Tweede Kamer.
|                                   | 16 juni |
| --------------------------------- | ------- |
| Kiesgerechtigden                  | 8.117   |
| Opkomst                           | 6.763   |
| Geldige stemmen                   | 6.672   |
| Blanco stemmen                    | 91      |
| Kandidaten                        |         |
| O.J.E. van Wassenaer van Catwijck | 5.569   |
| H. Goeman Borgesius               | 1.103   |

## 11 juni 1909
De verkiezingen werden gehouden na ontbinding van de Tweede Kamer.
|                                   | 11 juni |
| --------------------------------- | ------- |
| Kiesgerechtigden                  | 8.932   |
| Opkomst                           | 6.802   |
| Geldige stemmen                   | 6.721   |
| Blanco stemmen                    | 81      |
| Kandidaten                        |         |
| O.J.E. van Wassenaer van Catwijck | 5.875   |
| C.A. Elias                        | 846     |

## 17 juni 1913
De verkiezingen werden gehouden na ontbinding van de Tweede Kamer.
|                                   | 17 juni |
| --------------------------------- | ------- |
| Kiesgerechtigden                  | 10.379  |
| Opkomst                           | 8.366   |
| Geldige stemmen                   | 8.183   |
| Blanco stemmen                    | 183     |
| Kandidaten                        |         |
| O.J.E. van Wassenaer van Catwijck | 6.663   |
| J.C. Kielstra                     | 1.158   |
| S.R. Rodrigues de Miranda         | 227     |
| P.J. Muller                       | 135     |

## 12 juni 1914
Otto van Wassenaer van Catwijck, gekozen bij de verkiezingen van 17 juni 1913, trad op 16 mei 1914 af vanwege zijn verkiezing tot lid van de Eerste Kamer. Om in de ontstane vacature te voorzien werd een tussentijdse verkiezing gehouden. 
|                           | 12 juni |
| ------------------------- | ------- |
| Kiesgerechtigden          | 10.505  |
| Opkomst                   | 7.487   |
| Geldige stemmen           | 7.374   |
| Blanco stemmen            | 113     |
| Kandidaten                |         |
| J.T. de Visser            | 6.176   |
| H.W.C.J. de Jong          | 956     |
| S.R. Rodrigues de Miranda | 242     |

## 15 juni 1917
De verkiezingen werden gehouden na ontbinding van de Tweede Kamer.
|                  | 15 juni |
| ---------------- | ------- |
| Kiesgerechtigden | 11.414  |
| Opkomst          | 5.117   |
| Geldige stemmen  | 4.992   |
| Blanco stemmen   | 125     |
| Kandidaten       |         |
| J.T. de Visser   | 4.290   |
| J.H. Ekering     | 702     |

## Opheffing
De verkiezing van 1917 was de laatste verkiezing voor het kiesdistrict Katwijk. In 1918 werd voor verkiezingen voor de Tweede Kamer overgegaan op een systeem van evenredige vertegenwoordiging met kandidatenlijsten van politieke partijen.